# Ручьи (Крым)
Ручьи́ (до 1948 года Копкары́ Неме́цкие; укр. Руч'ї, крымскотат. Nemse Köp Qarı, Немсе Коп Къары) — село в Раздольненском районе Республики Крым, центр Ручьёвского сельского поселения (согласно административно-территориальному делению Украины — Ручьёвского сельского совета Автономной Республики Крым)

## Население
| 2001 | 2014  |
| ---- | ----- |
| 1265 | ↘1047 |

Всеукраинская перепись 2001 года показала следующее распределение по носителям языка
| Язык             | Процент |
| ---------------- | ------- |
| русский          | 64,66   |
| украинский       | 25,3    |
| крымскотатарский | 4,43    |
| другие           | 0,32    |

### Динамика численности
| - 1915 год — 187 чел. - 1918 год — 56 чел. - 1926 год — 202 чел. - 1939 год — 148 чел. - 1974 год — 1246 чел. | - 1989 год — 1174 чел. - 2001 год — 1265 чел. - 2009 год — 1214 чел. - 2014 год — 1047 чел. |

## Современное состояние
На 2016 год в Ручьях числится 19 улиц, 1 проспект и 1 переулок; на 2009 год, по данным сельсовета, село занимало площадь 191 гектара, на которой в 449 дворах проживало более 1,2 тысячи человек. В селе действуют средняя общеобразовательная школа, детский сад «Березка», сельский дом культуры, библиотека, отделение почтовой связи, сельская врачебная амбулатория ОПСМ, православный храм Пресвятой Троицы. Ручьи связаны автобусным сообщением с райцентром и соседними населёнными пунктами.

## География
Ручьи — село на северо-востоке района в степном Крыму, на левом берегу реки Самарчик в нижнем течении, высота центра села над уровнем моря — 7 м. Ближайшие населённые пункты — на другом берегу реки: Камышное в 0,5 км (ниже по течению) и Фёдоровка в 0,2 км выше. Расстояние до райцентра около 16 километров (по шоссе), ближайшая железнодорожная станция — Красноперекопск (на линии Джанкой — Армянск) — примерно 28 километров. Транспортное сообщение осуществляется по региональной автодороге 35Н-447 от шоссе Черноморское — Воинка (по украинской классификации — С-0-11127).

## История
Немецкое лютеранско-католическое поселение Дейч-Копкары, или Копкары немецкие, было основано вблизи старинной татарской деревни Копкары в Коджамбакской волости Евпаторийского уезда, как имение некоего М. И. Гееловича на 900 десятинах земли в 1893 году. По Статистическому справочнику Таврической губернии. Ч.II-я. Статистический очерк, выпуск пятый Евпаторийский уезд, 1915 год, в Коджамбакской волости Евпаторийского уезда числилась экономия Копкары (М. И. Гееловича) с населением 187 человек (в 1918-м — всего 56).
После установления в Крыму Советской власти, по постановлению Крымревкома от 8 января 1921 года № 206 «Об изменении административных границ» была упразднена волостная система и в составе Евпаторийского уезда был образован Бакальский район, в который включили село, а в 1922 году уезды получили название округов. 11 октября 1923 года, согласно постановлению ВЦИК, в административное деление Крымской АССР были внесены изменения, в результате которых округа были отменены, Бакальский район упразднён и село вошло в состав Евпаторийского района. Согласно Списку населённых пунктов Крымской АССР по Всесоюзной переписи 17 декабря 1926 года, в селе Копкары (немецкий), Атайского сельсовета Евпаторийского района, числилось 40 дворов, из них 39 крестьянских, население составляло 202 человека, из них 169 немцев, 27 русских и 6 армян. Постановлением КрымЦИКа от 15 сентября 1930 года был создан Ишуньский район, уже как национальный (лишённый статуса национального постановлением Оргбюро ЦК КПСС от 20 февраля 1939 года) украинский и село включили в его состав, а после создания в 1935 году Ак-Шеихского района (переименованного в 1944 году в Раздольненский) Копкары немецкие включили в его состав. Видимо, тогда же село вошло в состав Аипского сельсовета. По данным всесоюзной переписи населения 1939 года в селе проживало 148 человек. 
Вскоре после начала Великой Отечественной войны, 18 августа 1941 года крымские немцы были выселены, сначала в Ставропольский край, а затем в Сибирь и северный Казахстан. В годы  войны, 29 октября 1941 года, в окрестностях села арьергардные бои вели бои воины 25-й Чапаевской дивизии. В их ходе погибли 65 советских офицеров и солдат — известны фамилии восьмерых, 59 неизвестны. В апреле 1944 года, при освобождении села, погибли бойцы 17-го полка 387-й стрелковой дивизии. В 1965 году останки воинов были перезахоронены в братскую могилу на сельском кладбище в села, на которой установлен памятник — скульптура на постаменте с мемориальными досками (скульптура в настоящее время утрачена). Постановлением Совета министров Республики Крым № 627 от 20 декабря 2016 года памятник отнесён к категории объектов культурно-исторического наследия России регионального значения. Село было освобождено от фашистов 10 апреля 1944 года. 
С 25 июня 1946 года Копкары в составе Крымской области РСФСР. Указом Президиума Верховного Совета РСФСР от 18 мая 1948 года, Копкары немецкие переименовали в Ручьи. С 24 декабря 1952 года село определили центром сельсовета, в селе находилась центральная усадьба колхоза «Советская Родина». 26 апреля 1954 года Крымская область была передана из состава РСФСР в состав УССР. Указом Президиума Верховного Совета УССР «Об укрупнении сельских районов Крымской области», от 30 декабря 1962 года село присоединили к Красноперекопскому району. 1 января 1965 года, указом Президиума ВС УССР «О внесении изменений в административное районирование УССР — по Крымской области», вновь включили в состав Раздольненского. По данным переписи 1989 года в селе проживало 1174 человека. С 12 февраля 1991 года село в восстановленной Крымской АССР, 26 февраля 1992 года переименованной в Автономную Республику Крым. С 21 марта 2014 года в составе Крыма аннексировано Россией.